# Huyết dụ đỏ
Huyết dụ đỏ hay phất dụ đỏ, phát tài đỏ (danh pháp khoa học: Cordyline fruticosa var. tribcolor) là một loài thực vật có hoa trong họ Măng tây. Loài này được (L.) A.Chev. mô tả khoa học đầu tiên năm 1919.

## Hình ảnh

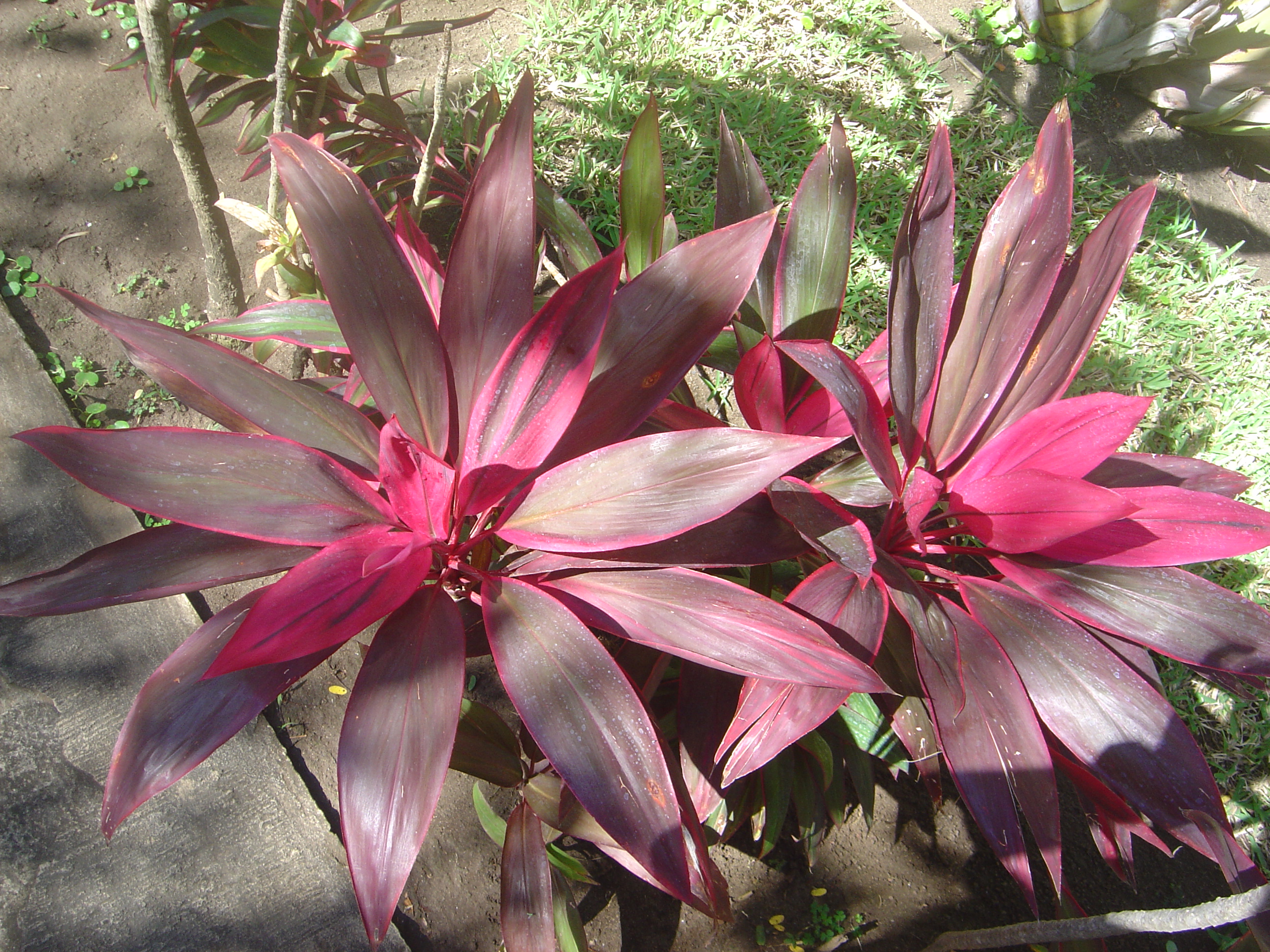
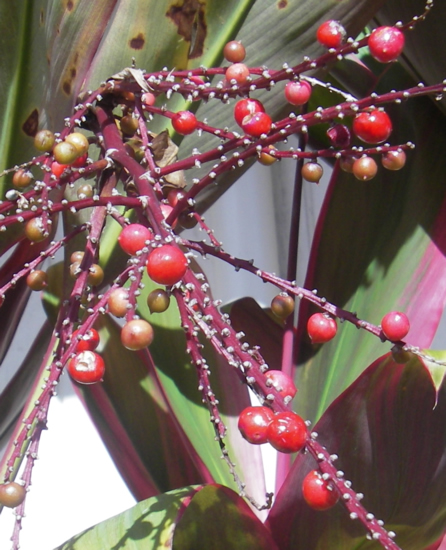
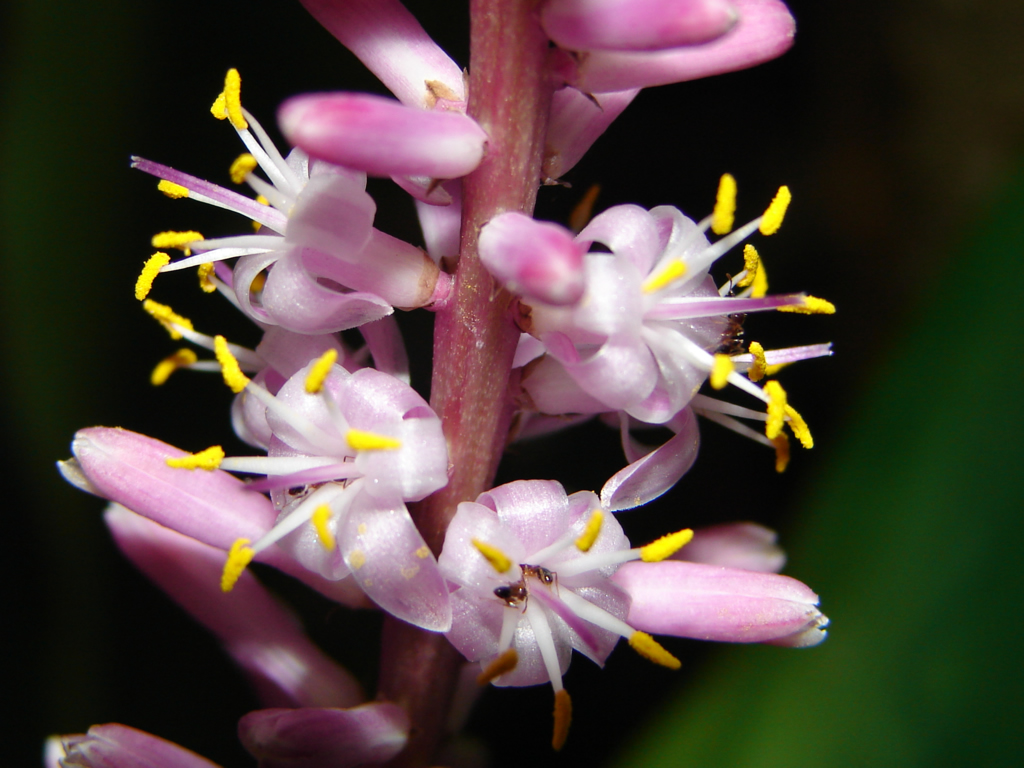
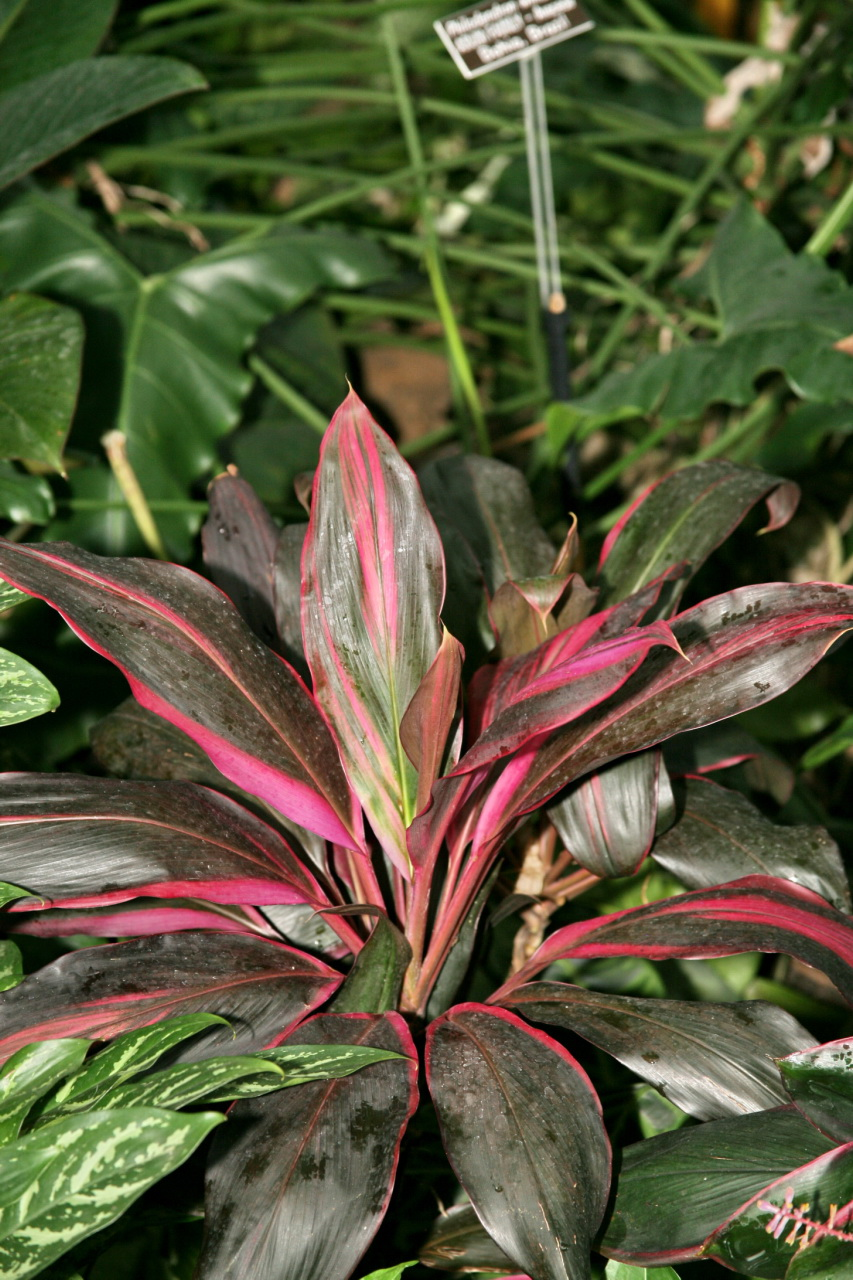

## Công dụng
Giúp cầm máu
- Chữa chứng sốt xuất huyết (kể cả các xuất huyết dưới da): Lá huyết dụ tươi 30g, trắc bá sao đen 20g, cỏ nhọ nồi 20g. Sắc uống ngày 1 thang, chia 2 – 3 lần.
- Chữa ho ra máu, chảy máu cam và chảy máu dưới da: Lá huyết dụ tươi 30g, trắc bá diệp sao cháy 20g, cỏ nhọ nồi 20g, sắc uống ngày 1 thang, chia 2 – 3 lần.
- Chữa ho ra máu: Lá huyết dụ 10g, rễ rẻ quạt 8g, trắc bách diệp sao đen 4g, lá thài lài tía 4g, tất cả phơi khô, sắc uống ngày 1 thang, chia 2 – 3 lần.
- Chữa các loại chảy máu (kể cả xuất huyết tử cung, tiêu chảy ra máu): Lá huyết dụ tươi 40 – 50g (nếu sử dụng lá khô, hoa khô lượng chỉ bằng nửa lá tươi), sắc uống ngày 1 thang, chia 2 – 3 lần. Không dùng cho phụ nữ sau khi nạo thai hoặc đẻ sót rau.
- Chữa bạch đới, khí hư, lỵ, rong huyết, viêm dạ dày, viêm ruột, trĩ nội, hậu môn lở loét ra máu: Huyết dụ tươi 40g, lá sống đời (lá bỏng) 20g, xích đồng nam (lá băn) 20g, sắc uống ngày 1 thang, chia 2 – 3 lần.
- Chữa đi tiểu ra máu: Lá huyết dụ tươi 20g, rễ cây rang 10g, lá lẩu 10g, lá cây muối 10g, lá tiết dê 10g. Tất cả rửa sạch để ráo nước, giã nát vắt lấy nước cốt uống.
- Chữa vết thương hay phong thấp đau nhức: Dùng huyết dụ (cả lá, hoa, rễ) 30g, huyết giác 15g, sắc uống ngày 1 thang, chia 2 – 3 lần.
- Chữa rong kinh, băng huyết: Lá huyết dụ tươi 20g, rễ cỏ tranh 10g, đài tồn tại của quả mướp 10g, rễ cỏ gừng 8g. Thái nhỏ cho 300ml nước sắc còn 100ml, chia 2 lần uống trong ngày. Hoặc lá huyết dụ tươi 20g, cành tử tô 10g, hoa cau đực 10g, tóc một ít đốt thành than, thái nhỏ, trộn đều sao vàng rồi sắc uống ngày 1 thang, chia 2 – 3 lần.
- Chữa kiết lỵ: Lá huyết dụ tươi 20g, cỏ nhọ nồi 12g, rau má 20g, giã nát cho vào chút nước vắt lấy nước cốt uống ngày 2 lần.